# Anta do Estanque

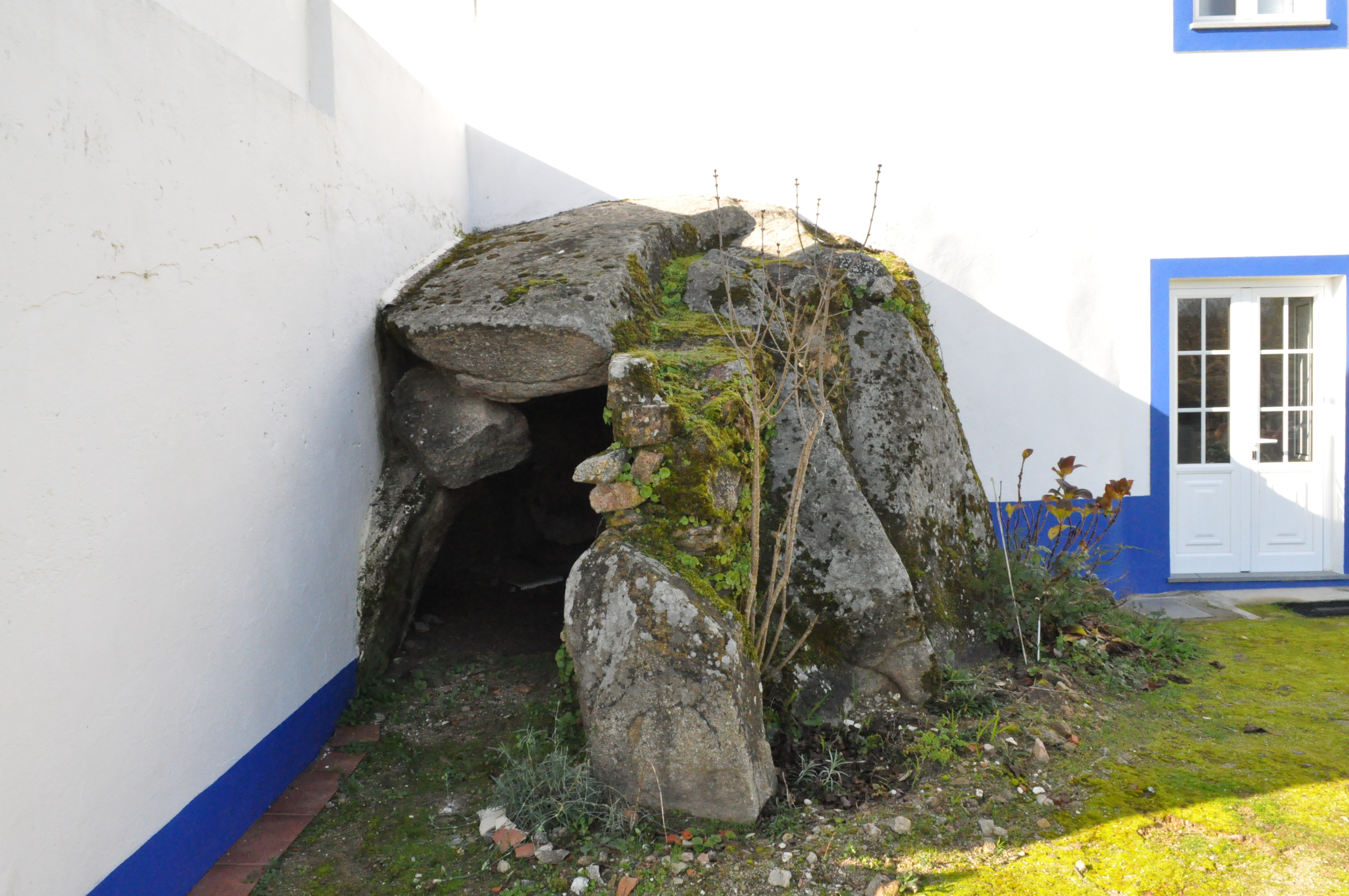
Anta do Estanque

Die Anta do Estanque liegt angelehnt an eine bzw. einbezogen in eine Hauswand im Norden des Dorfes São Geraldo in der ehemaligen Gemeinde Nossa Senhora do Bispo (Kreis Montemor-o-Novo) im Distrikt Évora in Portugal. 
Anta ist die portugiesische Bezeichnung für etwa 5000 Megalithanlagen, die während des Neolithikums im Westen der Iberischen Halbinsel von den Nachfolgern der Cardial- oder Impressokultur errichtet wurden. Auch andere volkstümliche Begriffe wie Arcas, Orcas oder Lapas ersetzen in Portugal in der Regel den Begriff Dolmen.
Die ganglose kleine Kammer der Anta liegt hinter dem letzten Haus auf der linken Seite am Ende der Straße. Sie war einst ein Stall und ist heute ein Schuppen.
In der Nähe liegen die Comenda da Igreja, Anta da Comenda Grande und die beiden Antas do Paço.
Die Anta do Estanque steht unter Denkmalschutz.